# Cinara harmonia
Cinara harmonia är en insektsart som beskrevs av Hottes 1958. Cinara harmonia ingår i släktet Cinara och familjen långrörsbladlöss. Inga underarter finns listade i Catalogue of Life.